# György Gábor
György Gábor (Budapest, 1950. május 26. –) újságíró, kommunikációs szakember, fordító.

## Pályafutása
Az ELTE magyar-német szakán végzett 1973-ban, majd a Magyar Rádiónál állt munkába. 1974 és 1980 között a német nyelvű adásokban riporterként, műsorvezetőként és fordítóként dolgozott. 1980-tól szekcióvezető lett a Külföldi Adások Főszerkesztőségén. 1985-től a Danubius Rádió főszerkesztője lett. Ebben a minőségében részt vett az első magyar kereskedelmi jellegű, könnyűzenei adó indításában, fejlesztésében. 1993-tól egy éven át az ügyvezető igazgatói funkciót is betöltötte. 1995-től másfél éven át a T-Mobile kommunikációs igazgató-helyettese lett. 1996 márciusában a Magyar Rádió Közalapítvány kuratóriumának első elnökévé választották. Másfél évvel később lemondott. 1997 őszétől az akkor induló országos kereskedelmi adó, a Sláger Rádió alapító vezérigazgatója volt közel 7 éven át. 2005 szeptemberétől 5 évig az Európai Bizottság budapesti képviseletének vezetője volt. 2011 óta mint nyugdíjas szak- és műfordítóként dolgozik.